# پیج (مینیاپولیس)
پیج (به انگلیسی: Page) یک محله در ایالات متحده آمریکا است که در مینیاپولیس واقع شده‌است. پیج ۱٬۷۳۰ نفر جمعیت دارد.